# Heliophanus wesolowskae
Heliophanus wesolowskae är en spindelart som beskrevs av Rakov, Logunov 1996 [1997. Heliophanus wesolowskae ingår i släktet Heliophanus och familjen hoppspindlar. Inga underarter finns listade i Catalogue of Life.